# Vdf Hochschulverlag

Logo des vdf

Die vdf Hochschulverlag AG, kurz vdf Hochschulverlag oder vdf, ist ein Schweizer Fachbuchverlag mit Sitz in Zollikon. Ursprünglich hiess der Verlag vdf Verlag der Fachvereine an den schweizerischen Hochschulen und Techniken AG, später vdf Hochschulverlag AG an der ETH Zürich.
Von 2006 bis 2014 war der vdf ein Gesellschafter der UTB für Wissenschaft, Uni-Taschenbücher GmbH, Stuttgart. Weiter ist der vdf Mitglied der Arbeitsgemeinschaft Baufachverlage (ABV) und somit im gesamten deutschsprachigen Raum verankert. Der Verlag beteiligt sich an Projekten wie Google Books Search und utb Scholars e-library.

## Verlagsangebot
Der vdf verlegt hauptsächlich wissenschaftliche Publikationen, gedruckt und online (E-Books). Zu den Schwerpunkten des vdf gehören die Fachbereiche Architektur/Bauwesen, Wirtschaft und Wirtschaftsinformatik/Informatik, Ingenieurwesen, Naturwissenschaften, Umwelt und Ökologie, Geistes- und Sozialwissenschaften sowie Publikationen zu Recht und Politik. Er veröffentlicht neben Fach- und Lehrbüchern für Lehre, Forschung und Praxis auch Sachbücher für ein breiteres Publikum.